# Cilazapril
Cilazapril ist ein oral wirksamer ACE-Hemmer, der den peripheren Gefäßwiderstand senkt, ohne die Herzfrequenz zu beeinflussen. Es wird zur Behandlung von Bluthochdruck (arterieller Hypertonie) und chronischer Herzschwäche (Herzinsuffizienz) verwendet.

## Pharmakologie
Cilazapril ist ein Prodrug und wird nach der Resorption zu Cilazaprilat hydrolysiert. Cilazapril senkt den Blutdruck bei Patienten mit leichter bis mittelschwerer essentieller und renaler Hypertonie. Die blutdrucksenkende Wirkung von Cilazapril ist vergleichbar mit der von Hydrochlorothiazid, Propranolol, Nitrendipin, Captopril und Enalapril.
Cilazapril wurde bei mehr als 4000 Patienten mit allen Schweregraden des Bluthochdrucks sowie bei speziellen Patientengruppen wie älteren Menschen, Patienten mit eingeschränkter Nierenfunktion und Patienten mit Begleiterkrankungen wie kongestiver Herzinsuffizienz oder chronisch obstruktiver Lungenerkrankung untersucht. In diesen Studien wurde die blutdrucksenkende Wirkung nachgewiesen.
In einem Vergleich der biochemischen und pharmakologischen Eigenschaften von Cilazapril, Captopril und Enalapril zeigte sich Cilazapril am stärksten und war am längsten wirksam. Bei wiederholter täglicher oraler Verabreichung an spontan hypertensiven Ratten zeigten Cilazapril und Enalapril eine kumulative blutdrucksenkende Wirkung.

## Synthese
Die mehrstufige Synthese von Cilazapril ist in der folgenden Reaktionssequenz beschrieben:

## Handelsnamen
Dynorm (D), Justor (F), Vascace (GB), Inibace, Initiss (I), Inhibace (J)
Arzneilich wird auch das Cilazapril-Monohydrat verwendet.